# 마이크로소프트 메신저 포 맥
마이크로소프트 메신저(Microsoft Messenger for Mac, 옛 Mac용 MSN 메신저)는 윈도우 라이브 메신저, 윈도 메신저, MSN 메신저 등 마이크로소프트의 메신저 계정을 사용할 수 있는 메신저 클라이언트이다. 현재 영문판만이 제공되며 한글은 제공되지 않으나 한글 수발신은 정상적으로 가능하다. 맥 OS X 전용 소프트웨어로, 윈도우에서는 다른 클라이언트를 사용하여야 한다.